# 西部運輸

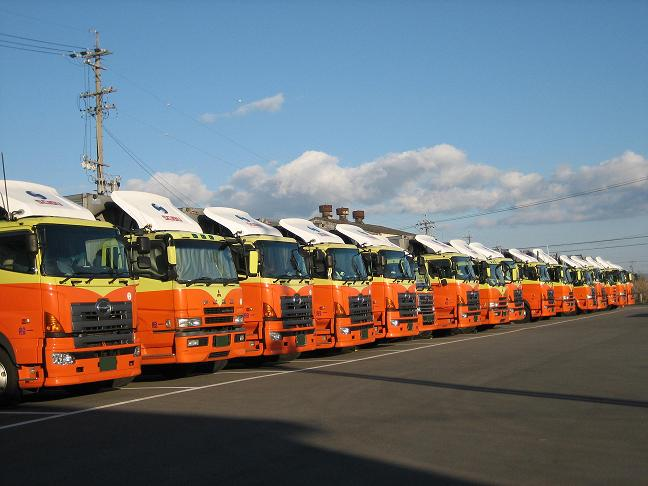
トラック

西部運輸株式会社（せいぶうんゆ）は、広島県福山市に本社を置く運送会社である。
運送、及び物流コンサルティングを主な業務としている。
運送事業では、大手運輸会社の幹線輸送代行やハンガー輸送や納品代行、産業廃棄物収集運搬も行う。
最大の取引先（元請）は、ヤマト運輸、日本通運、西濃運輸、トナミ運輸。

## 沿革
- 1961年 - 福山海運商会として創業。
- 1971年 - 田口運輸株式会社を設立。
- 1973年 - 田口運輸株式会社が西部運輸株式会社に商号変更。
- 1973年 - 岡山県岡山市において、岡山西部運輸株式会社を設立。
- 1984年 - 大阪府摂津市において、大阪西部運輸株式会社を設立。
- 1989年 - 千葉県船橋市において、関東西部運輸株式会社を設立。
- 1993年 - 愛知県春日井市において、東海西部運輸株式会社を設立。
- 2017年 - 福岡県小郡市において、九州西部運輸株式会社を設立。
- 2019年　千葉県野田市において、九州西部運輸株式会社　千葉支店を設立

## 取引先
- ヤマト運輸（株）
- トナミ運輸（株）
- 日通トランスポート（株）
- 日本郵便輸送（株）
- エフピコ物流（株）
- 日本通運（株）
- 岡山県貨物運送（株）
- トランコム（株）
- 東京納品代行（株）

## 関連会社
- 東海西部運輸（株）
- 大阪西部運輸（株）
- 岡山西部運輸（株）
- 西部物流（株）
- 東北西部運輸（株）
- 九州西部運輸（株）
- 西部トランスポート（株）

## 不祥事
千葉県野田市に本拠を置くグループ会社である関東西部運輸は、一回の運行で運転手の拘束時間が16時間を超えるなど違法な長時間労働などに対する国からの度重なる是正勧告に従わなかったため、2019年4月に貨物自動車運送事業の事業許可の取り消し処分が下され、関東西部の経営者を書類送検した。西部運輸はグループ全体で1,500台を超える自社車両を保有する幹線輸送の大手委託先であり、ヤマト運輸の幹線委託率は西部を含め協力会社が全便の9割を担う。この事業許可の取り消しに対し、荷主などが首都圏から中国四国間の荷物に関し他社を使用するよう働きかけているが、代わりの担い手となる多くの保有車両を有する輸送会社が無く、労働時間の制約上、翌着指定で運行させることは困難であるなど他に業者が居ないため、ヤマト運輸はこの要求を突き返している。西部運輸側でもこの事業許可の取り消しを見込み、九州西部運輸社内に千葉支店を設け、東海西部運輸内にも関東の支店を設けるなど所謂「看板の掛け変え」を行った。なお、関東から広島間の積み合せ貨物の翌着配送を売りに業績を伸ばした背景が長時間労働の要因であると指摘されている。
2022年11月10日の未明、東名高速道路の厚木インターチェンジ付近で発生した多重追突事故では、工事渋滞の車列に西部運輸の車両が追突したことが事故の発端と見られており、この事故では車両4台が衝突、この内2台が炎上したことで4名が死傷する大事故となった。また、この事故により16時間に渡り東名高速が通行止めとなっており、西部運輸では自社ホームページ上に事故への関与を認め、調査への協力と謝罪を掲載した。